# Lippia rugosa
Lippia rugosa là một loài thực vật có hoa trong họ Cỏ roi ngựa. Loài này được A.Chev. mô tả khoa học đầu tiên năm 1911 publ. 1912.